# Oscar Tjernberg
Hans Oscar Tjernberg, född 21 juni 1967 i Örnsköldsvik, är professor i kvantmaterial vid KTH och leder en grupp som bedriver forskning inom material där kvantmekaniska effekter är dominerande. Han är också vice skolchef på Skolan för teknikvetenskap vid KTH.
Tjernberg blev civilingenjör i teknisk fysik 1992 och tog doktorsexamen i materialfysik vid KTH 1997 och 2008 blev han utnämnd till professor. 
2025 beviljades Tjernberg ERC Advanced Grant för projektet “Cooper-pair spectroscopy: A new window into the world of superconductivity” (COPS).  2024 tilldelades samma projekt även anslag från Knut och Alice Wallenbergs stiftelse.
2019 beviljades Tjernberg anslag från Knut och Alice Wallenbergs stiftelse för projektet Novel Transient States in Quantum Matter. 
Tjernberg tilldelades Gustafssons pris i fysik till unga forskare vid Kungl tekniska högskolan och Uppsala universitet år 2002.
2012 upptäckte Tjernbergs forskargrupp inom starkt korrelerade system materialet Topologiska kristallina isolatorer och blev med denna upptäckt publicerade i den vetenskapliga tidskriften Nature Materials. Under senare år har forskningsinriktningen varit koncentrerad till topologiska material och okonventionella supraledare. Dessa material uppvisar unika egenskaper där en ökad förståelse kan leda till nya teknologiska tillämpningar inom IT, energi och transport.

## Övriga Källor
- ”KTH Profilsida”. KTH. https://www.kth.se/profile/oscar/. Läst 9 juni 2025.